# Zębiełek myszaty
Zębiełek myszaty (Crocidura russula) – gatunek ssaka z rodziny ryjówkowatych (Soricidae).

## Wygląd
Długość głowy i tułowia od 6,2 do 9,5 cm, ogona od 3,3 do 4,6 cm. Masa ciała 6-14 g. Grzbiet od szaro- do czerwono-brunatnego, płynne przejście do nieco jaśniejszego ubarwienia na brzuchu, nogi białawe; uszy duże; ogon z długimi, witkowatymi włosami.

## Występowanie
Środkowa i południowa Europa, Azja, północna Afryka. W Polsce dotychczas nie stwierdzony.

## Środowisko
Pobrzeża lasów, ogrody, suche słoneczne tereny, łąki, parki, zabudowania.

## Tryb życia
Aktywny o zmierzchu i nocą. Z reguły samotnik. Nie potrafi się wspinać. Wykorzystuje nory innych zwierząt lub kopie je sam. Gniazdo stworzone jest z traw i liści.
Zaniepokojony lub zdenerwowany zębiełek odzywa się wysokim, ćwierkającym głosem. Spory między tymi zwierzętami przebiegają wśród gwałtownych wrzasków. Zębiełek straszy przeciwnika otwartym pyszczkiem.

## Pokarm
Owady i inne drobne bezkręgowce. Zębiełek myszaty wydala na wpół strawioną treść dużego jelita ślepego i zjada ją ponownie, w treści jelita ślepego zawarte są ważne dla życia witaminy, wytwarzane przez bakterie jelitowe.

## Rozmnażanie i rozwój
Okres godowy zębiełków trwa od marca do września. Długość ciąży wynosi 31 dni. W roku samica wydaje około 2-4 mioty po 3-9 nagich ślepych młodych (ważą około 1g). Młode otwierają oczy po 13 dniach, ssą mleko 26 dni, a w wieku 40 dni są samodzielne i dojrzałe płciowo. Samica często prowadzi młode "karawaną", czyli jedno za drugim.

## Wrogowie
Płomykówka zwyczajna, puszczyk zwyczajny i łasica pospolita.

## Podgatunki
Wyróżnia się sześć podgatunków zębiełka myszatego:
- C. russula cintrae
- C. russula osorio – zębiełek laurowy
- C. russula peta
- C. russula pulchra
- C. russula russula
- C. russula yebalensis